# Гечсаран
Гечсаран — газонафтове родовище в Ірані, одне з найбільших у світі. Входить в Нафтогазоносний басейн Перської затоки. Відкрите в 1928 році, розробляється з 1940 року.

## Характеристика
Початкові промислові запаси нафти — 1485 млн т, газу — 162 млрд м³. Приурочене до асиметричної антиклінальної складки розміром 67×7 км, ускладненої двома куполами, кожний з яких містить газову шапку. Масивні склепінчасті поклади нафти виявлені в олігоцен-нижньоміоценових і верхньокрейдових вапняках на глибині 300–2550 м. Поверх нафтогазоносності 2100 м. Поклад газу виявлений у вапняках світи хамі (нижня крейда — верхня юра) на глибині 3600 м. Основний видобуток ведеться з відкладів світи асмарі (олігоцен — нижній міоцен) потужністю 480 м. Колектор порово-трещінний, пористість 8 %, проникність 16 мД. Початковий пластовий тиск 17 МПа. Температура 105 °C. Густина нафти 866 кг/м³, в'язкість 10,5 СПз, S 1,6 %.

## Технологія розробки
Експлуатується близько 40 фонтануючих свердловин.